# آل طرباي
آل طرباي كانت الأسرة البارزة في قبيلة بنو حارثة البدوية في شمال فلسطين، والتي كان زعماؤها تقليديًا بمثابة السنجق بكي (حكام المناطق) في سنجق اللجون خلال الحكم العثماني في القرنين السادس عشر والسابع عشر. وكان السنجق يشمل بلدات اللجون وجنين وحيفا وعتليت والمناطق الريفية المحيطة بها. كان أسلاف العائلة بمثابة زعماء مرج بني عامر (وادي يزرعيل) تحت حكم المماليك في أواخر القرن الخامس عشر.
خلال الفتح العثماني في 1516-1517، ساعد الزعيم قراجا وابنه طرباي قوات السلطان العثماني سليم الأول. لذلك احتفظ بهم العثمانيون في دورهم في العصر المملوكي كأوصياء على طريق فيا ماريس الاستراتيجي والطرق السريعة بين دمشق والقدس وكافأوهم بمزارع الضرائب (رتبة لجامعي الضرائب) في شمال فلسطين. أصبحت أراضيهم سنجقًا في عام 1559 وأصبح ابن طرباي علي أول حاكم لها. تم تعيين شقيقه عساف عام 1573، وخدم لمدة عشر سنوات قبل أن يتم فصله ونفيه إلى رودس لتورطه في تمرد. تم تعيين ابن أخيه طرباي عام 1589 وظل في منصبه حتى وفاته عام 1601. ابنه وخليفته أحمد، أبرز زعماء السلالة، حكم اللجون قرابة نصف قرن، وصد محاولات الزعيم الدرزي القوي والحاكم العثماني لصيدا-بيروت وصفد، فخر الدين معن، للاستيلاء على اللجون ونابلس في عشرينيات القرن السابع عشر. وفي هذا الجهد، قام بتعزيز تحالف العائلة مع آل رضوان وآل فروخ الأسرتين الحاكمتين في غزة ونابلس، والذي ظل على حاله حتى زوال الأسرتين في نهاية القرن.
بصفتهم ملتزمين وسنجق باي، كلف الطرباويين بجمع الضرائب للعثمانيين، وقمع التمردات المحلية، والعمل كقضاة، وتأمين الطرق. وقد كانوا ناجحين إلى حد كبير في هذه الواجبات، وحافظو على علاقات جيدة مع الفلاحين ورؤساء قرى السنجق. على الرغم من أن عددًا من زعماءهم عاشوا في القرن السابع عشر في مدينتي اللجون وجنين، إلا أن الطربايين بقو محافظين على عاداتهم وأسلوب حياتهم البدوي، حيث أقاموا معسكرًا مع رجال قبيلتهم بالقرب من قيصرية في الشتاء وسهل عكا في الصيف. أدت هجرة بني حارثة شرقًا إلى وادي الأردن، ومحاولات المركزية العثمانية، وتناقص عائدات الضرائب إلى تراجعهم السياسي وجردو من مناصبهم بشكل دائم في عام 1677. بقيت العائلة في المنطقة، وكان أفرادها يعيشون في جنين في نهاية القرن وفي طولكرم.

## تاريخ

### الأصول

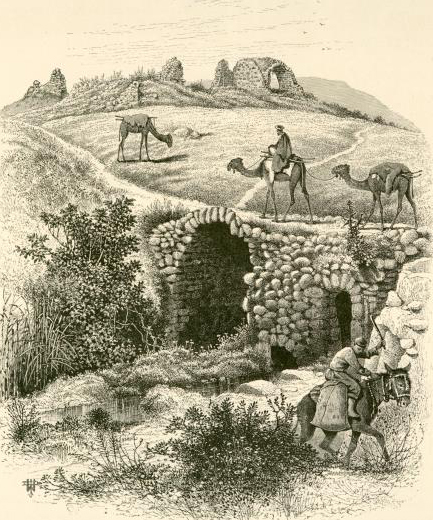
رسم تخطيطي للخان في لجون ، المركز الأولي للسنجق الذي يحمل نفس الاسم ويحكمه الترابيون

الطرابية عائلة من قبيلة بني حارثة، وهي فرع من قبيلة السنبيس، وهي نفسها فرع من قبيلة طي البدوية. وفقًا للمؤرخ روي ماروم، فإن "التاريخ المبكر للطرابيين غير مكتمل"، ويزعم أن أسلافهم "هاجروا إلى فلسطين خلال الفترة الإسلامية المبكرة". أشار المؤرخ الدمشقي البوريني إلى أن الترابيين كانوا أبرز بيوت بني حارثة. أثناء الحكم المملوكي في فلسطين (1260-1516)، تم الاعتراف بسلف العائلة، الترابي، كرئيس لمرج بني عامر. مرج بني عامر كانت إحدى مراكز أمل التابعة لمملكة صفد (محافظة صفد ). أُعدم توراباي عام 1480 وحل محله ابنه قراجا.

### العلاقات المبكرة مع العثمانيين
انضم طرباي بن قراجا إلى السلطان العثماني سليم الأول أثناء فتح الأخير لسوريا المملوكية وشارك في الفتح اللاحق لمصر المملوكية. في 8 فبراير 1517، بعد انتصاره على المماليك، كتب سليم إلى قراجا من القاهرة، يأمره بالقبض على المسؤولين المماليك الفارين من مصر، ونقل القادة الأسرى إلى السلطان، وإعدام الجنود النظاميين. في 2 فبراير 1518، قام قراجة بتكريم سليم في دمشق، حيث توقف السلطان عند عودته إلى عاصمة الإمبراطورية القسطنطينية. أشار المؤرخ الدمشقي ابن طولون (ت 1546) إلى قراجة بأمير الدربين (قائد الطريقين) في إشارة إلى دوره كحامي طريق فيا ماريس والطريق الذي يربط اللجون بالقدس عبر جنين ونابلس. في نظام المقاطعات العثماني، ظل جزء مرج بني عامر حول جسر بنات يعقوب تحت إدارة صفد المباشرة في سنجق صفد المشكل حديثًا في إيالة دمشق، في حين أن الكثير من الأمل الأصلي، إلى جانب أمل عتليت الساحلي، كانت تدار بشكل منفصل في " إقطاع ال طرباي". فصلن المنطقة عن سنجق صفد لمكافأة ال طرباي أو تهدئتهم. تسجل وثائق الضرائب العثمانية في أوائل القرن السادس عشر أن 51 أسرة من بني حارثة كانت تخيم بالقرب من جسر بنات يعقوب.
استولى العثماني بيلربي (حاكم محافظة) دمشق، جنبردي الغزالي، على قراجا وأعدمه في عام 1519، مع ثلاثة زعماء من منطقة نابلس. ومن المرجح أن تكون عملية الإعدام مرتبطة بهجوم سابق شنه رجال قبائل بدو ضد قافلة حجاج مسلمين كانت عائدة من الحج في مكة إلى دمشق. بعد وفاة سليم عام 1520، ثار جان بردي وأعلن نفسه سلطانًا. كان مدعومًا من قبل القبائل البدوية بنو عطا وبنو عطية والسواليم (جميعهم متمركزين حول غزة والرملة)، الذين كانوا متحالفين ضد ال طرباي. تحت قيادة طرباي نجل قراجة، قاتلت العائلة إلى جانب العثمانيين ضد المتمردين الذين هُزموا. نال طرباي ثقة العثمانيين بعد قمع ثورة جنبردي. وتم تكليفه عام 1530/31 بالإشراف على بناء حصن الأخيضر بالحجاز على طريق قافلة الحج إلى مكة. ومن الأدلة الأخرى على ثقة العثمانيين في طرباي الحجم الكبير لمزرعته (مزرعة الضرائب)، التي بلغت إيراداتها 516.855 آكس. امتد نطاقه إلى نواحي قاقون ومرج بني عامر والغور وبني كنانة وبني عاتكة وبني جهمة، وكانت تقع في ذلك الوقت في سناجق صفد وعجلون ودمشق. كان عمه بودا وابنه سبع يملكان تيمار (إقطاعيات) في منطقة عكا في 1533-1536 وطبرية في 1533-1539، على التوالي.
ربما كانت هناك توترات بين طرباي وسنان باشا الطواشي، بيلربي دمشق في 1545-1548، وخلفاء الأخير. في عام 1552، اتُهم الطرابيون بالتمرد لحيازتهم أسلحة نارية غير قانونية، وحذرت السلطات سنجق بكيات (حكام المناطق) في إيالة دمشق لحظر تعامل رعاياهم مع العائلة. وإرسل ابن أخ طرباي إلى دمشق للحصول على عفو عن العائلة. المعلومات حول هذا الحدث غير واضحة، لكن الباب العالي (الحكومة الإمبراطورية العثمانية) طلب من بيلربي دمشق إغراء العائلة ومعاقبتها؛ ربما قُتل طرباي نتيجة لذلك.

### حكام اللجون الأوائل

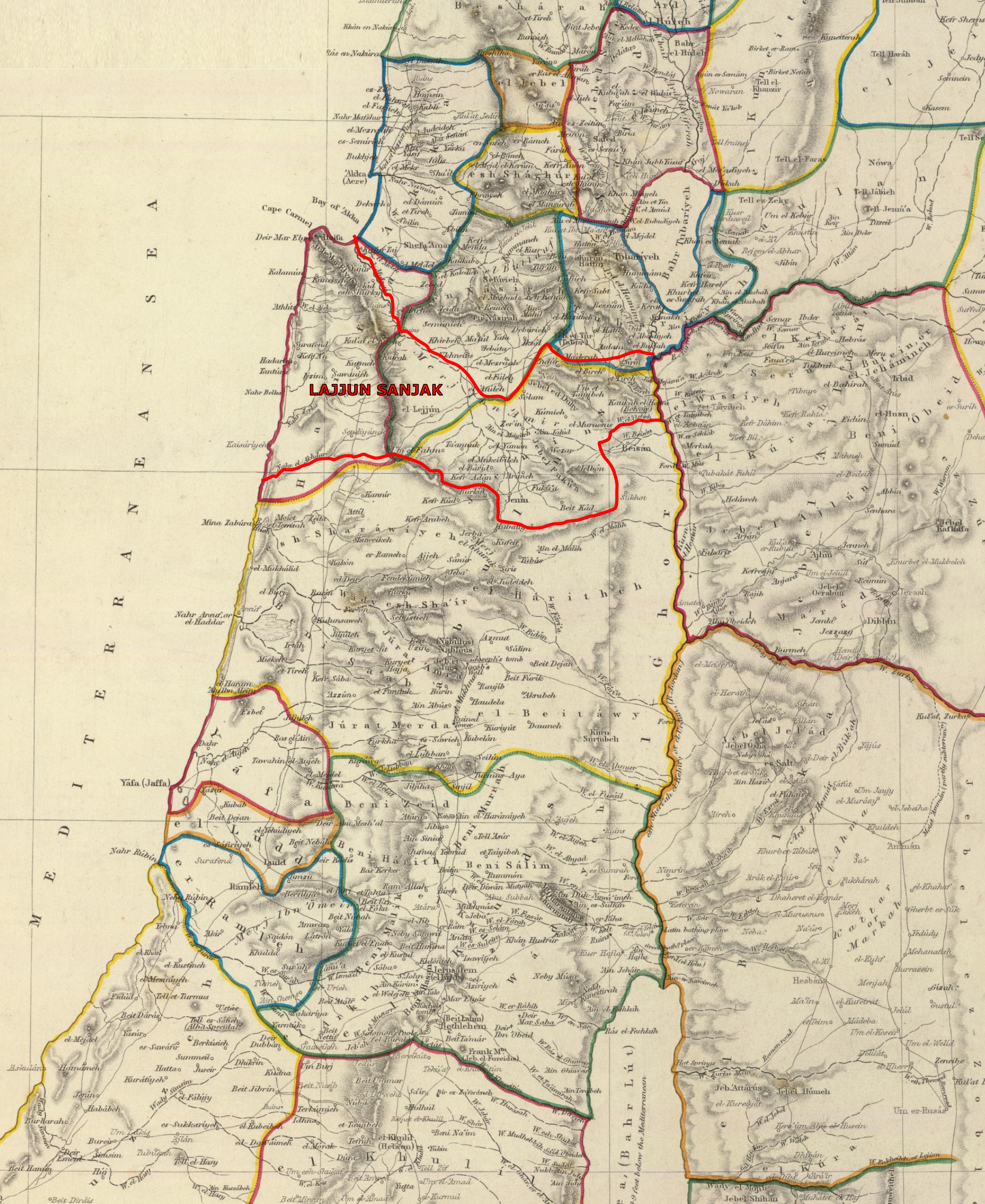
حدود سنجق اللجون باللون الأحمر.

أصبح إقطاع طرباي سنجق خاص به، يُسمى سنجق اللجون على اسم مركزه، اللجون، في عام 1559. عين علي ابن طرباي سنجق بك للمنطقة الجديدة، ليصبح أول فرد في الأسرة يتولى منصب السنجق. تحت قيادته، دخل الطرابيون مرة أخرى في حالة تمرد من خلال الحصول على الأسلحة النارية مما أدى إلى استبدال علي بمسؤول إمبراطوري، كمال باي، في عام 1564. وبعد ثلاث سنوات، أمر الباب العالي باعتقال وسجن أحد أفراد الأسرة بتهمة تخزين الأسلحة. خلف علي كرئيس للأسرة عساف، الذي عمل على المصالحة مع العثمانيين من خلال إظهار طاعته للباب العالي. تحالف مع سنجق غزة، رضوان باشا، الذي ضغط نيابة عنه لدى الباب العالي، وكتب أن عساف حمى الطريق بين القاهرة ودمشق. رد الباب العالي في عام 1571 بأنه إذا استمر في الطاعة فسوف يحظى بدعم السلطان. وبعد ذلك بعامين عين سنجق باي اللجون.
تم فصل عساف عام 1583 بسبب تمرد بدوي. وبعد ست سنوات نفي إلى رودس، وعفي عنه، وسمح له بالعودة والإقامة في اللجون، ولكن لم تتم إعادته إلى منصب سنجق بك. أثناء غيابه، سيطر على السنجق محتال يحمل نفس الاسم، يشار إليه في الوثائق العثمانية باسم "عساف الكذاب". قام العثمانيون بتعيين عضو آخر من الأسرة، وهو طرباي بن علي، سنجق بك في 22 نوفمبر 1589. ذهب عساف الكذاب إلى دمشق في محاولة لإضفاء الشرعية على سيطرته على السنجق. وعلى الرغم من أن والي دمشق محمد باشا بن سنان باشا سعى إلى الاستجابة لطلبه، إلا أن الباب العالي أمر بالقبض عليه وإعدامه في أكتوبر 1590. وبعد ذلك بعامين، قدم عساف الفعلي شكوى ضد طرباي بن علي، اتهمه فيها بالاستيلاء على 150 ألف قطعة نقدية و300 جمل و2500 عجل. في عام 1594، عمل طرباي بن علي كعنصر نائب لسنجق باي غزة، واستمر أحمد باشا بن رضوان في حكم اللجون حتى وفاته بحسب المؤرخ عبد الرحيم أبو الحسين، أظهر طرباي "قدرة خاصة" وكان لدى العثمانيين "ثقة في شخصه". بحلول القرن السابع عشر كانت مناطق سكن بني حارثة في السهل الساحلي لفلسطين بين قاقون في السهل الساحلي الشمالي وكفر كنا في الجليل الأسفل والمناطق النائية المحيطة.
ولاية أحمد

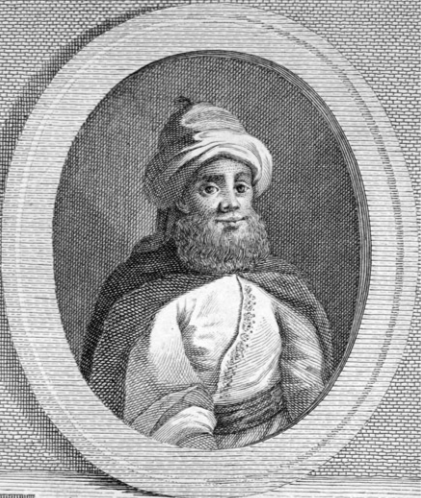
لم يتمكن الرجل الدرزي القوي والملتزم وسنجق بك فخر الدين معن باستمرار من بسط سيطرته على الجزء الشمالي من فلسطين الذي يسيطر عليه الطرابيون. هزمه أحمد الطرابي بالتحالف مع سنجق بكيات غزة ونابلس في 1623-1624.

وخلف طرباي في منصب سنجق باي اللجون ابنه أحمد باي، "الزعيم الأعظم" للأسرة، بحسب شارون. كان أحمد وشقيقه علي بك مالكين مشتركين للزيامات (منح الأراضي) بقيمة 20 ألف آكس في منطقة عتليت منذ عام 1593. وسرعان ما أعقب حكم أحمد على اللجون تعيين الزعيم الدرزي فخر الدين معن في سنجق صفد. كان فخر الدين يسيطر بالفعل على موانئ صيدا وبيروت وجنوب جبل لبنان باعتباره سنجق باي صيدا وبيروت؛ ومع تعيينه في صفد سنجق امتدت سيطرته إلى ميناء عكا والجليل. ويشير أبو حسين إلى أن "هذا كان له أثر في جلب الزعيمين، باعتبارهما جارين مباشرين، إلى مواجهة مباشرة مع بعضهما البعض". أثناء تمرد علي جنبلاد من حلب وفخر الدين ضد العثمانيين في سوريا عام 1606، ظل أحمد بشكل عام محايدًا. إلا أنه استقبل القائد العام للقوات العثمانية في المنطقة يوسف سيفا في حيفا بعد أن أخرجه الثوار من طرابلس. وطالب جنبلاد أحمد بإعدام يوسف، لكنه رفض، وتوجه يوسف إلى دمشق. لاحقًا، تجاهل الاستدعاءات للانضمام إلى الجيش الإمبراطوري للصدر الأعظم مراد باشا، الذي قمع التمرد عام 1607. مهتمًا بإضعاف جاره القوي في الشمال، انضم أحمد إلى الحملة الحكومية التي قادها حافظ أحمد باشا ضد فخر الدين وسلالة معن في جبل لبنان في 1613-1614، مما دفع الزعيم الدرزي إلى الهروب إلى أوروبا.
بعد العفو عنه وعودته عام 1618، اتبع فخر الدين سياسة توسعية، مما جعل الصراع بينه وبين الطرابيين "حتميًا"، بحسب أبو حسين. في البداية، أرسل أحمد ابنه طرباي مع هدية من الخيول العربية للترحيب بعودة فخر الدين. عندما تم تعيين فخر الدين وكيثودا مصطفى في سنجق عجلون ونابلس على التوالي في عام 1622، رفض صهر أحمد، وهو من سكان سنجق نابلس ويدعى الشيخ عاصي، الاعتراف بالمحافظ الجديد. وفي الوقت نفسه، دخل أحمد في صراع مع مصطفى على قرية قباطية والمزارع المحيطة بها. التعزيزات المرسلة إلى مصطفى هُزمت على يد أهالي سنجق نابلس. عارض مصطفى وفخر الدين اللجوء الذي قدمه أحمد للفلاحين الفارين من منطقة نابلس وزعماء الريف المسلمين الشيعة الذين فروا من سنجق صفد.

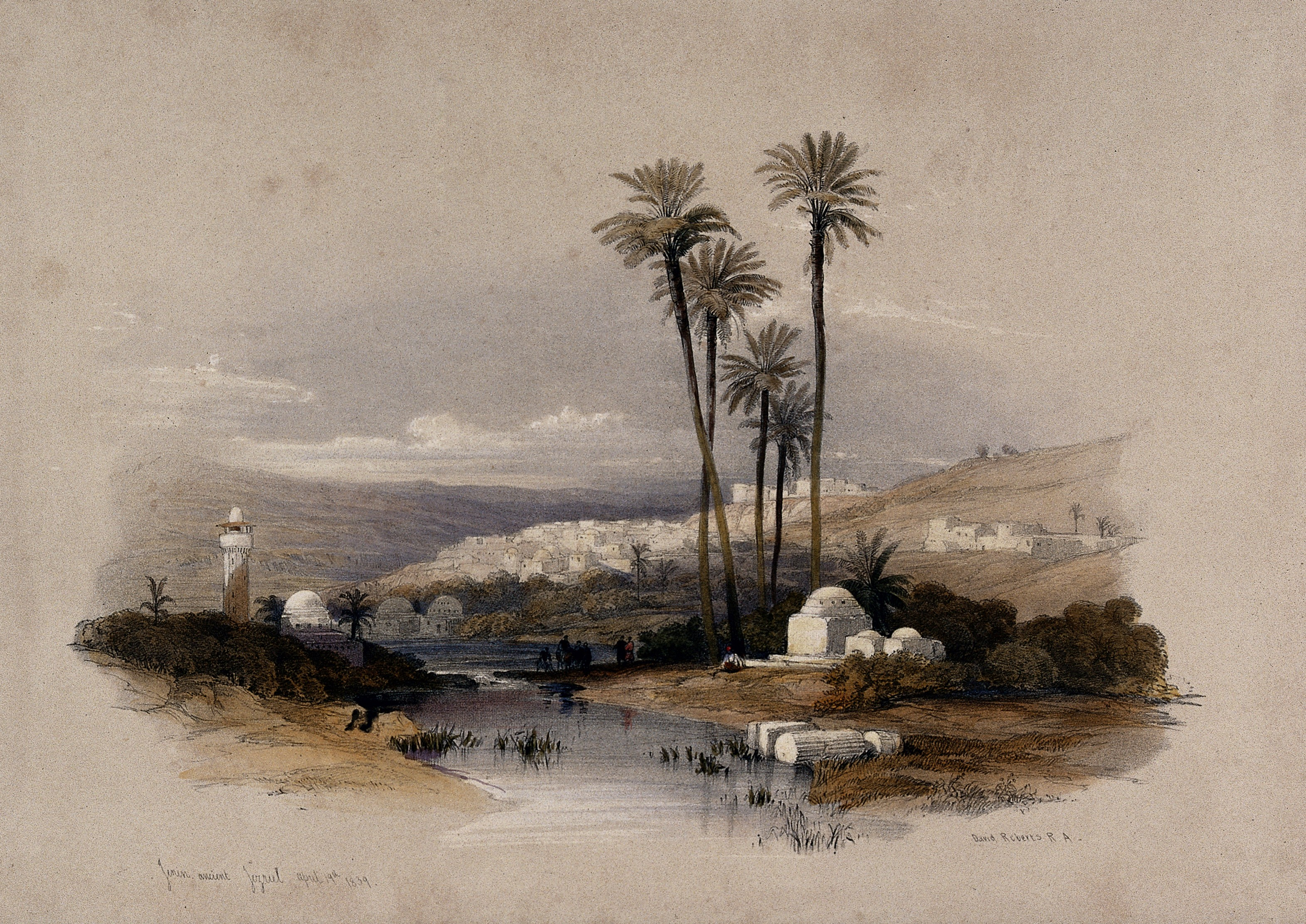
جنين (رسمت عام 1839) استولى عليها فخر الدين عام 1623. استعاد أحمد المدينة في العام التالي وأقام مقر إقامته هناك.

عندما تم طرد فخر الدين ووكلائه من سناجق صفد وعجلون ونابلس عام 1623، دعم أحمد بديلهم بشير قانصوه في عجلون ومحمد بن فروخ في نابلس. ابتداءً من القرن السادس عشر، طور الطرابيون تحالفًا عسكريًا واقتصاديًا وزوجيًا مع آل فروخ في نابلس وآل رضوان في غزة. وبحلول القرن التالي، جعلت الروابط الواسعة بين العائلات الحاكمة الثلاث عمليا "عائلة واحدة ممتدة"، بحسب المؤرخ درور زئيفي. ومن خلال هذه التحالفات بين الأسر الحاكمة، امتد تأثير الطرابيين عبر فلسطين وشرق الأردن. رد فخر الدين على دعم الطرابيين لبدائله بإرسال قوات للاستيلاء على برج حيفا وحرق القرى في جبل الكرمل، وهي الأماكن الواقعة في نطاق ولاية أحمد، والتي كانت تستضيف اللاجئين الشيعة من سنجق صفد. وعلى رأس جيش من مرتزقة السكبان، استولى فخر الدين على جنين التي حصنها، وشرع في إعادة إرسال مصطفى إلى نابلس. التقى الجانبان في معركة عند نهر العوجة، حيث هزم أحمد وحلفاؤه المحليون فخر الدين بشكل حاسم وأجبروه على التراجع. وأعرب الباب العالي عن امتنانه لأحمد وحلفائه من خلال توسيع ممتلكاته من الأراضي.
سرعان ما اضطر الزعيم الدرزي إلى التعامل مع حملة قام بها البايلاربي مصطفى باشا من دمشق، مما سمح لأحمد بتطهير سنجق اللجون من الوجود المتبقي في المعينيد. ولتحقيق هذه الغاية، استعاد شقيقه علي برج حيفا، وقتل قائد معنيد سيكبان هناك، وأغار على السهل المحيط بعكا. هزم فخر الدين مصطفى باشا وأسره في معركة عنجر في وقت لاحق من ذلك العام وانتزع من البايلاربي تعيين ابنه منصور سنجق باي على اللجون. ومع ذلك، لم يتمكن المعنيون من السيطرة هناك، حتى بعد استعادة برج حيفا في يونيو 1624. رفع أحمد دعوى للصلح مع فخر الدين، لكن الأخير عرض عليه نائب السيطرة على السنجق واشترط ذلك على خضوع أحمد لفخر الدين شخصياً؛ تجاهل أحمد العرض. في وقت لاحق من ذلك الشهر، هزم أحمد وحليفه محمد بن فروخ فخر الدين في المعركة وبعد فترة وجيزة طردوا سكان معنيد المتمركزين في جنين. وفي نهاية شهر يونيو، استقر أحمد في البلدة. ثم أرسل قواته البدوية لمداهمة سهل عكا.
بعد ذلك توصل أحمد وفخر الدين إلى اتفاق ينص على انسحاب قوات معنيد من برج حيفا وإنهاء غارات البدو على سنجق صفد وإقامة علاقات سلمية. بعد ذلك استئنفت الاتصالات بين بلاد أراضي بني حارثة وبلاد صفد بحسب المؤرخ المحلي المعاصر الخالدي الصفدي.  أمر أحمد بهدم برج حيفا لتجنب استيلاء معنيد في المستقبل. وبحسب شارون، فإن انتصارات الطرابيين على معن "أجبرت فخر الدين على التخلي عن خططه لإخضاع شمال فلسطين، بينما ذكر البخيت أن تراجع فخر الدين عن إقليم طرباي لمواجهة الدمشقيين وحلفاؤهم المحليون في عنجر "أنقذوه من الدمار المحتمل على يد أحمد الطرابي". شن العثمانيون حملة على فخر الدين عام 1633، تم خلالها القبض عليه. أحد أبناء أخيه الذين نجوا من الحملة، ملحم، لجأ إليه أحمد. عند علمه بالقبض على فخر الدين ووفاة والد ملحم يونس، رتب أحمد لأحد كتودا لتسليم ملحم إلى السلطات في دمشق، لكن ملحم هرب.
تم فصل أحمد من منصب سنجق بك في مايو 1640 لدوره في التمرد، ولكن أعيد تعيينه في نفس العام. وبقي في منصبه حتى وفاته عام 1647. وفي أوقات مختلفة أثناء ولايته، كان إخوته علي وعزام ومحمد وابنه زين بك يسيطرون على الالتزام والتيمار والزيارات من السنجق بشكل عام أو نواحي عتليت وشارا والشفا.

### الزعامه والسقوط في وقت لاحق

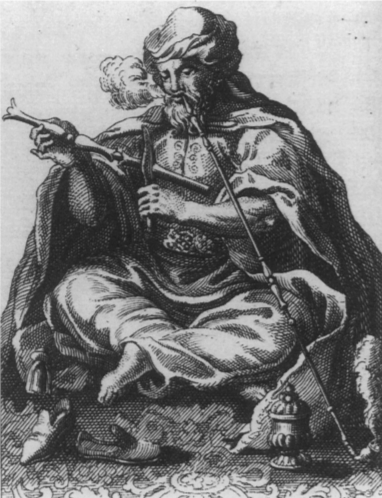
صورة محمد طرباي عام 1664 بريشة شوفالييه دارفيو

خلفه ابن أحمد زين في منصب سنجق بك وتولى المنصب حتى وفاته وقد وصفت مصادر محلية وأجنبية شبه معاصرة زين بأنه "شجاع وحكيم ومتواضع". وصف التاجر والدبلوماسي الفرنسي لوران دارفيو شقيقه وخليفته محمد بك بأنه زعيم حالم مدمن بشدة على الحشيش. بدأت حظوظ العائلة في التدهور تحت قيادته، على الرغم من استمراره في أداء واجباته بنجاح بصفته سنجق بك، حيث كان يحمي الطرق ويساعد في قمع ثورة الفلاحين في سنجق نابلس. تم إرسال دأرفيو من قبل القنصل الفرنسي في صيدا في أغسطس 1664 ليطلب من محمد إعادة تأسيس الرهبان من الرهبنة الكرملية في جبل الكرمل. أصبح محمد صديقًا لدارفيو، الذي عمل بعد ذلك كسكرتير للمراسلات العربية والتركية بينما كان سكرتير محمد المعتاد مريضًا. توفي محمد في 1 أكتوبر 1671 ودفن في جنين.
طوال أواخر القرن السابع عشر، شرع الباب العالي، بعد أن قضى على سلطة فخر الدين، الذي "قلص السلطة العثمانية في سوريا إلى مجرد ظل" على حد تعبير أبو الحسين، في حملة مركزية في المناطق الغربية من إيالة دمشق لقمع سلطة الزعماء المحليين. في فلسطين، اعتبر الطرابيون والرضوان والفروخ سناجق المنطقة ملكًا لهم وقاوموا المحاولات الإمبراطورية لإضعاف سيطرتهم، مع الحرص على عدم التمرد علنًا ضد الباب العالي. أصبح الباب العالي مهتمًا بشكل متزايد بالسلالات المحلية في أواخر القرن السابع عشر بسبب انخفاض عائدات الضرائب من سنجقهم وفقدان السيطرة على طرق قوافل الحج. تم تعيين كبار الضباط وحكام المناطق خارج سوريا وأفراد عائلات النخبة الإمبراطورية تدريجياً في سناجق دمشق. ثبت أن تنفيذ السياسة يمثل تحديًا في حالة الطرابيين في اللجون؛ تم فصل رؤسائهم من حين لآخر ولكنهم عادوا إلى مناصبهم بعد فترة وجيزة. مع سجن وإعدام والي الرضوان حسين باشا عام 1662/63، والوفاة الغامضة للسنجق باي عساف فروخ وهو في طريقه إلى القسطنطينية عام 1670/71، ضعف تحالف السلالات الثلاث بشكل قاتل.
تراجع موقف الطرابيين أكثر بعد وفاة محمد. خلفه أبناء أخيه في منصب سنجق بك لفترات قصيرة نسبيًا: حكم صالح بك، ابن زين، حتى خلفه ابن عمه يوسف بك، بن علي. تم فصل يوسف من منصبه عام 1677 وحل محله الضابط العثماني أحمد باشا الترزي، الذي عين أيضًا في سناجق أخرى في فلسطين؛ "لقد تخلت الحكومة [العثمانية] عنهم"، على حد تعبير المؤرخ المعاصر المحببي. وهكذا انتهت ولاية الطرابية على اللجون و"لم تعد الأسرة قوة حاكمة" على حد تعبير بخيت. يعزو شارون تراجع الطرابيين إلى هجرة بني حارثة شرقا إلى وادي الأردن ومنطقة عجلون في أواخر القرن السابع عشر. في السنوات الأخيرة من القرن السابع عشر، تم استبدال الطرابيين سياسيًا في شمال فلسطين بشبه بدو بنو زيدان من ظاهر العمر.
وعلى الرغم من حرمانهم من حكومتهم، ظل الطرابيون في السنجق. وقد زار أمراء السلالة في جنين الرحالة الصوفي عبد الغني النابلسي (ت 1731)، الذي كتب "إنهم الآن في حالة كسوف". ويشير شارون إلى أن "ذكرى آل طرباي قد مُحيت بالكامل بسقوطهم". وكان أحفاد العائلة يسكنون في طولكرم وكانوا يعرفون باسم الطرابية. كانت عائلة طرباي جزءا من عشيرة الفقهاء، التي كانت عبارة عن مجموعة من عدة عائلات لا علاقة لها ببعضها البعض. كان الفقهاء هم النخبة العلمية الدينية في طولكرم في القرنين السابع عشر والتاسع عشر. ولا تزال فروع العائلة تعيش في طولكرم, وسخنين، وشفاء عمرو وشبه جزيرة سيناء.

## الحكم وأسلوب الحياة

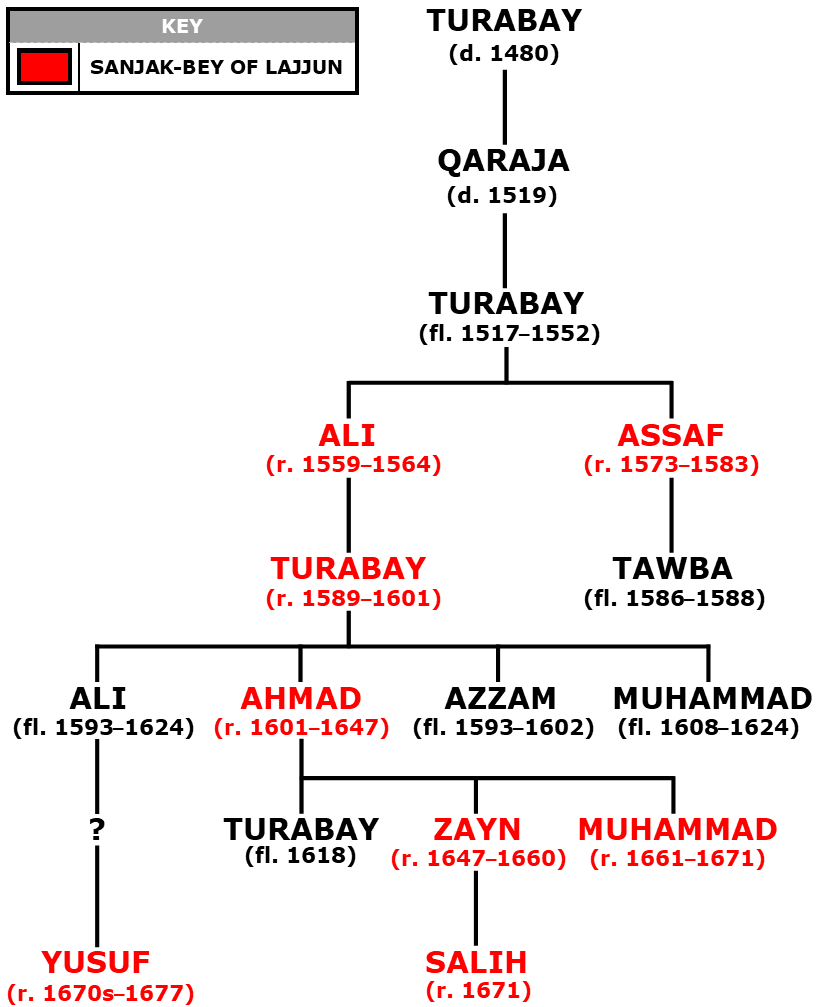
شجرة عائلة آل طرباي، مع تظليل سنجق باي اللجون باللون الأحمر

بصفتهم متعددي الأديان، كان الطرابيون مسؤولين عن تحصيل الضرائب في ولايتهم القضائية نيابة عن الباب العالي. وقاموا بتعيين شيخ في كل قرية في السنجق لتحصيل الضرائب من الفلاحين. دفع شيوخ القرية لأمراء طرباي المال على أساس المحصول. وفي المقابل، دافع آل طرباي عن حياة وممتلكات زعماء القرية. وعلى حد تعبير شارون، فإن عائلة طرباي "طورت علاقات جيدة وفعالة مع السكان المستقرين". بلغت الإيرادات السنوية المقدمة للأمير في أواخر القرن السابع عشر حوالي 100 ألف قرش، وهو مبلغ صغير نسبيًا. فرض آل طرباي رسومًا جمركية على السفن الأوروبية التي كانت ترسو أحيانًا في موانئ حيفا والطنطورة. وقد استخدم الطرابيون كلا الميناءين أيضًا لاستيراد وارداتهم الخاصة، بما في ذلك القهوة والخضروات والأرز والقماش. تراوحت الإيرادات المستمدة من حيفا من 1000 آكس في عام 1538 إلى 10000 آكس في عام 1596، في حين أن إجمالي إيرادات الطنطورة وطيرة اللوز (على جبل الكرمل) وأتليت كانت 5000 آكس في عام 1538. قد يكون أمراء العائلة قد شغلوا منصب قضاة السنجق، على الأقل في حالة محمد طرباي. وأشار دارفيو إلى أن محمد نادرًا ما كان يأمر بإصدار أحكام بالإعدام.
كان الطرابيون مسؤولين عن ضمان سلامة طرق السنجق للتجار المسافرين والموقع الإمبراطوري، وقمع التمردات المحلية. تم الاعتراف بنجاحهم في حراسة الطرق بشكل متكرر في وثائق الحكومة العثمانية حيث يُشار إلى زعمائهم بلقبهم في العصر المملوكي أمير الطربين. تجاهل أمراء طرباي واجبهم الرسمي باعتبارهم سنجق بكات للمشاركة في الحروب الإمبراطورية عند الطلب، لكنهم ظلوا بشكل عام موالين للعثمانيين في سوريا، بما في ذلك خلال ذروة سلطة فخر الدين. كان جيش الطرابيين يتألف من رجال قبائلهم، الذين كان تضامنهم على النقيض من السكبان التابعين لفخر الدين الذين قاتلوا من أجل الأجر. من المحتمل أن تكون النجاحات التي حققها آل طرباي في ساحة المعركة ضد الأخيرين ترجع إلى قاعدة قوتهم القبلية. في وقت زيارة دارفيو، كان بإمكان محمد طرباي تشكيل جيش قوامه 4000-5000 محارب بدوي. كما ساعدت العقيدة الإسلامية السنية لآل طرباي في الحصول على تأييد الدولة العثمانية المسلمة السنية.

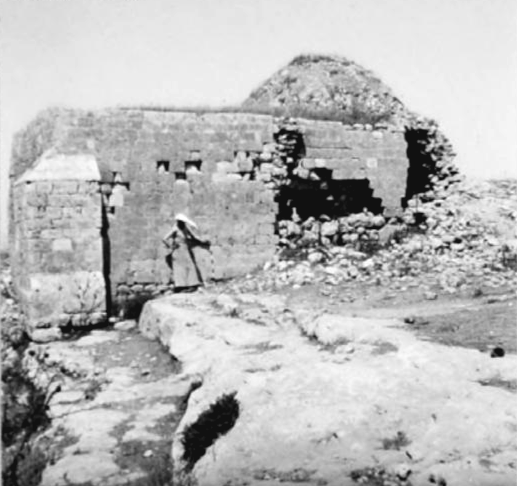
ضريح طرباي بن علي (ت 1601) المدمر في جنين عام 1941. الضريح لم يعد موجودا.

احتفظ الطرابيون بأسلوب حياتهم البدوي، حيث عاشوا في الخيام بين رجال قبيلة بني حارثة. في الصيف خيموا على طول نهر النعمان بالقرب من عكا وفي الشتاء خيموا بالقرب من قيصرية. وأشار دارفيو إلى أن زعماءهم كان من الممكن أن يقيموا في القصور، لكنهم اختاروا عدم القيام بذلك؛ لقد ظلوا بدوًا بدافع الفخر. وعلى الرغم من احتفاظهم بخيامهم البدوية، إلا أنهم بحلول القرن السابع عشر أقاموا أيضًا مساكن في مدينتي اللجون وجنين. كانت الأسرة، وبنو حارثة بشكل عام، يعتمدون بشكل أساسي على الماشية كمصدر رزقهم. وكانت أصولهم الرئيسية هي الخيول والجمال والماشية والماعز والأغنام والحبوب. وبحسب شارون، "لقد أدخلوا ابتكارين كعلامة على وضعهم الرسمي: توظيف سكرتير للتعامل مع مراسلاتهم واستخدام فرقة مؤلفة من الدفوف والمزمار والطبول والأبواق". بنى عساف مسجدًا في طيرة لوزة عام 1579/80، والذي احتوى على نقش يحمل اسمه ("الأمير عساف بن نمر بك"). واتخذت الأسرة من جنين مقرا إداريا للسنجق ودفنت موتاها في مقبرة عز الدين بالبلدة. كان طرباي بن علي أول أمير للعائلة يُدفن في ضريح عُرف فيما بعد باسم قبة الأمير طرباي. كان المبنى هو القبر الوحيد لعائلة طرباي الذي بقي على قيد الحياة حتى القرن العشرين ولم يعد موجودًا اليوم. وتتكون من غرفة مقببة تحتوي على شاهد قبر الأمير وعليه نقش من سطرين نصه:
البسملة [بسم الله]. وهذا قبر العبد المحتاج إلى ربه تعالى الأمير طرباي بن. علي. سنة 1010 [هـ، أي 1601 م].
أشرف أمراء طرباي على ما يقرب من قرن من السلام والاستقرار النسبيين في شمال فلسطين. وفقًا لأبي حسين، فقد حافظوا على استحسان العثمانيين من خلال "الاهتمام بشكل صحيح بالواجبات الإدارية والحراسية الموكلة إليهم" وكانوا بمثابة "مثال لسلالة من زعماء البدو الذين تمكنوا من إدامة سيطرتهم على منطقة معينة". لقد وقفوا على النقيض من معاصريهم البدو، آل فريخ في وادي البقاع، الذين استخدموا التفضيل الإمبراطوري الأولي لإثراء أنفسهم على حساب الإدارة السليمة لأراضيهم. نتيجة لنجاحهم الإداري، وقوتهم العسكرية، والولاء للباب العالي، كانت عائلة طرباي واحدة من السلالات المحلية القليلة التي حافظت على حكمها طوال القرنين السادس عشر والسابع عشر.